# Mats Ulander
Mats Erik Ulander, född 2 augusti 1954 i Jukkasjärvi församling, Norrbottens län, är en svensk före detta ishockeyspelare och ishockeytränare.
Han värvades både som 191:a totalt av Kansas City Scouts, år 1974, och som 237:e totalt av Los Angeles Kings, år 1982.
Ulander har senare arbetat som diskjockey.